# ایستگاه راه‌آهن یوستون
ایستگاه راه‌آهن یوستون (انگلیسی: Euston railway station) یکی از ایستگاه‌های راه‌آهن اصلی در شهر لندن است.
این ایستگاه که در سال ۱۸۳۷ تأسیس شده در منطقه کمدن لندن قرار دارد و جزئی از خط اصلی ساحل غربی راه‌آهن انگلستان است. ایستگاه یوستون همچنین به متروی لندن (خط سیرکل) و متروی زمینی لندن (خط واتفورد دی‌سی) نیز متصل می‌باشد.

## نگارخانه

### ساختمان قدیمی

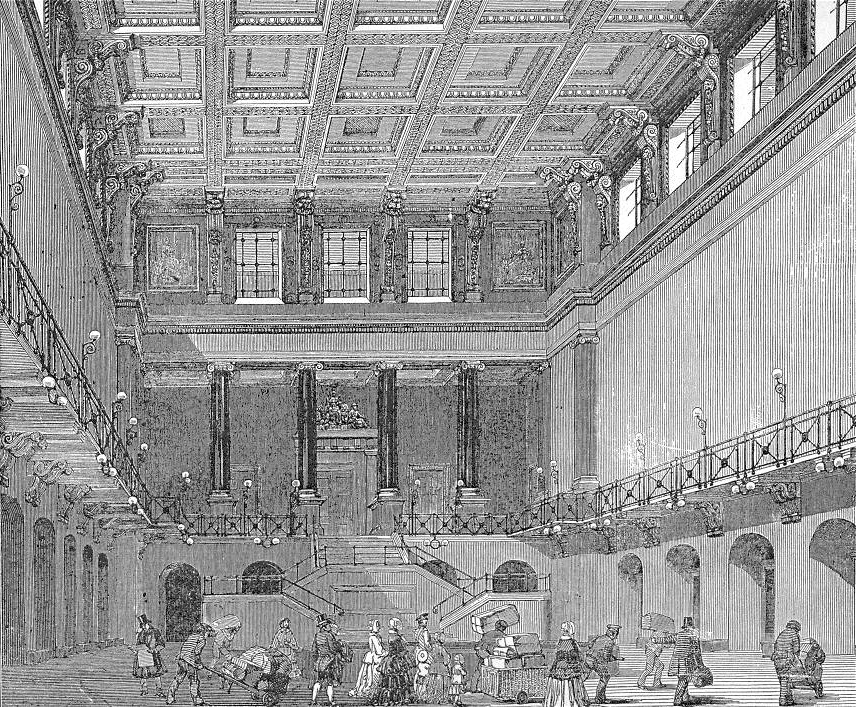
The Great Hall
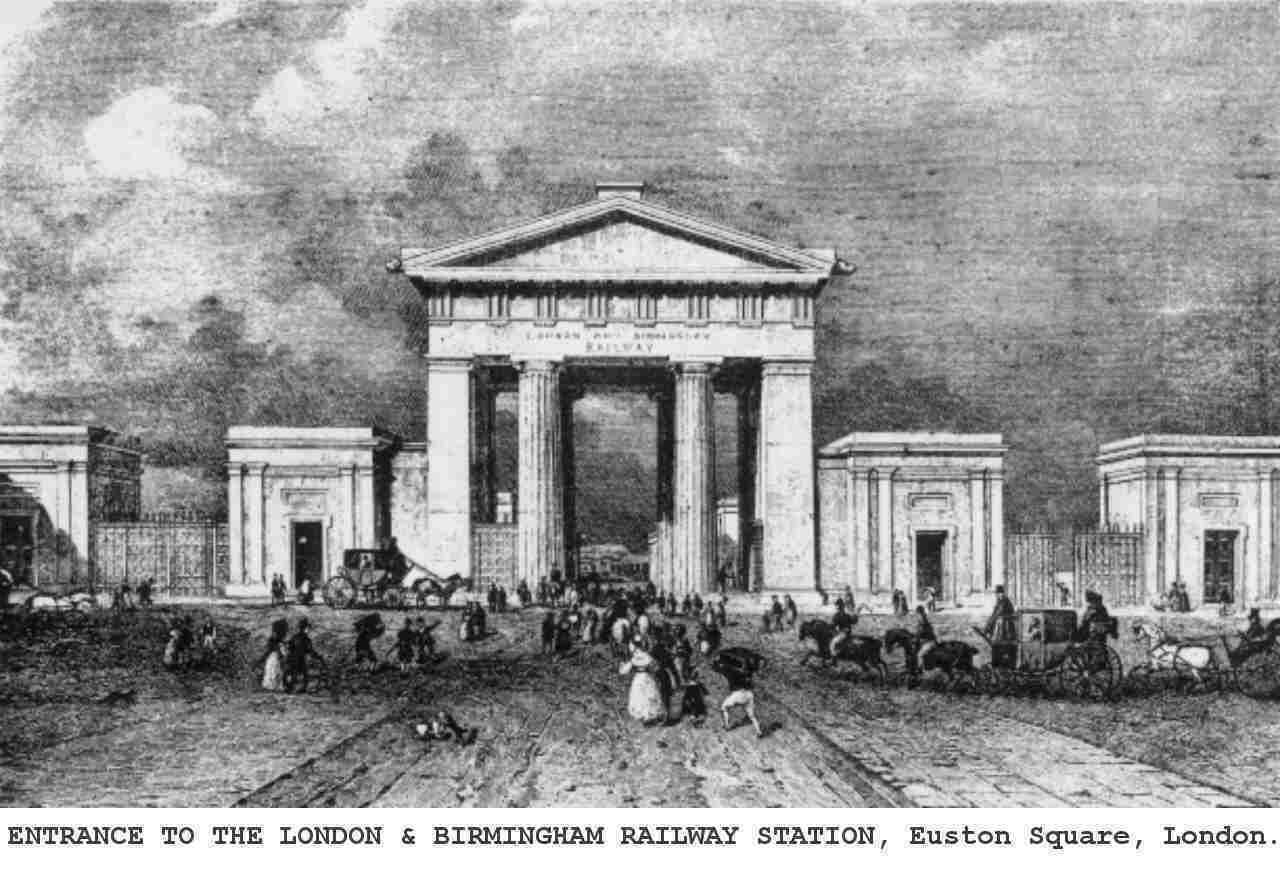
Euston Arch (ca 1851)
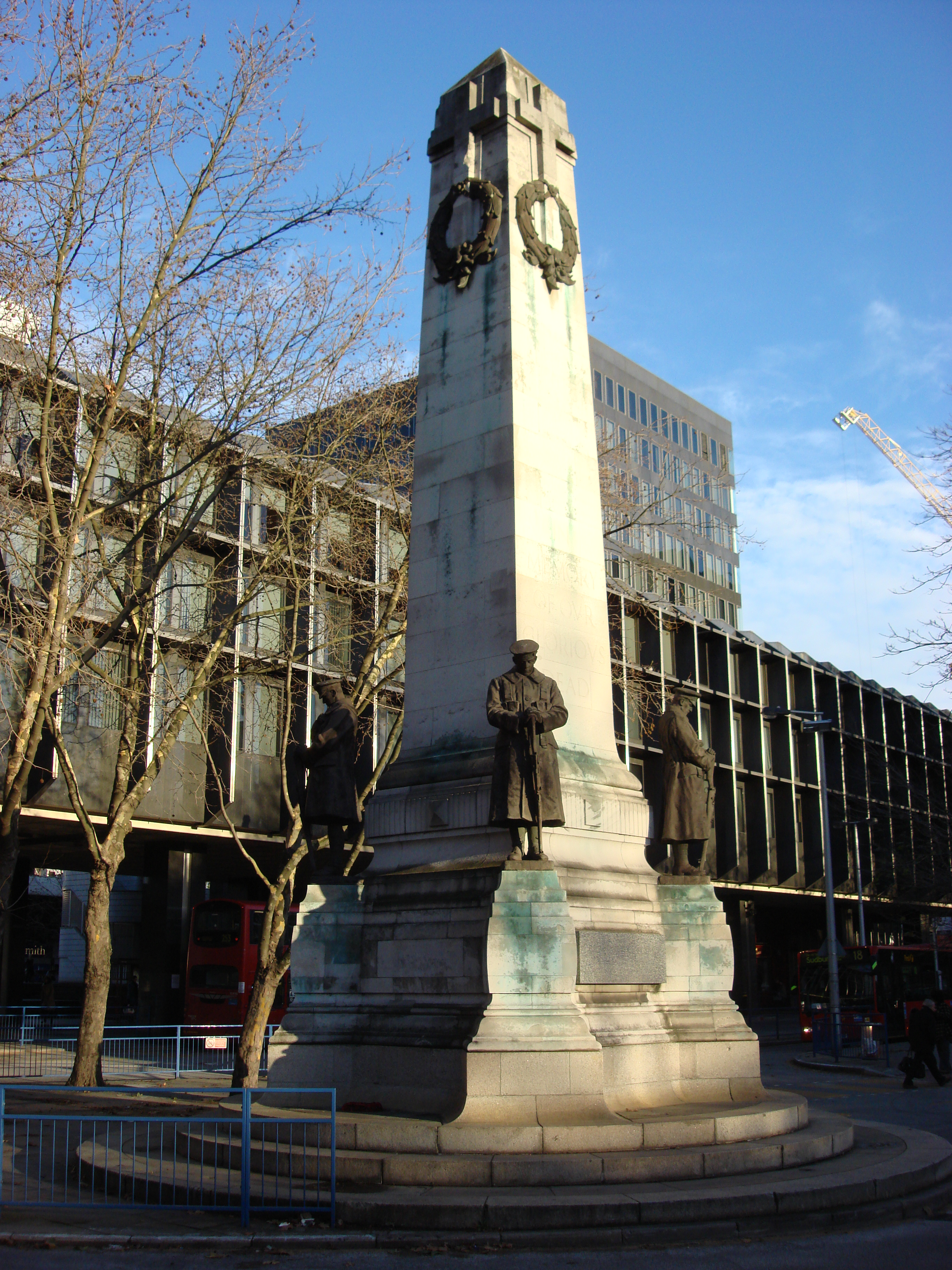
LNWR War Memorial
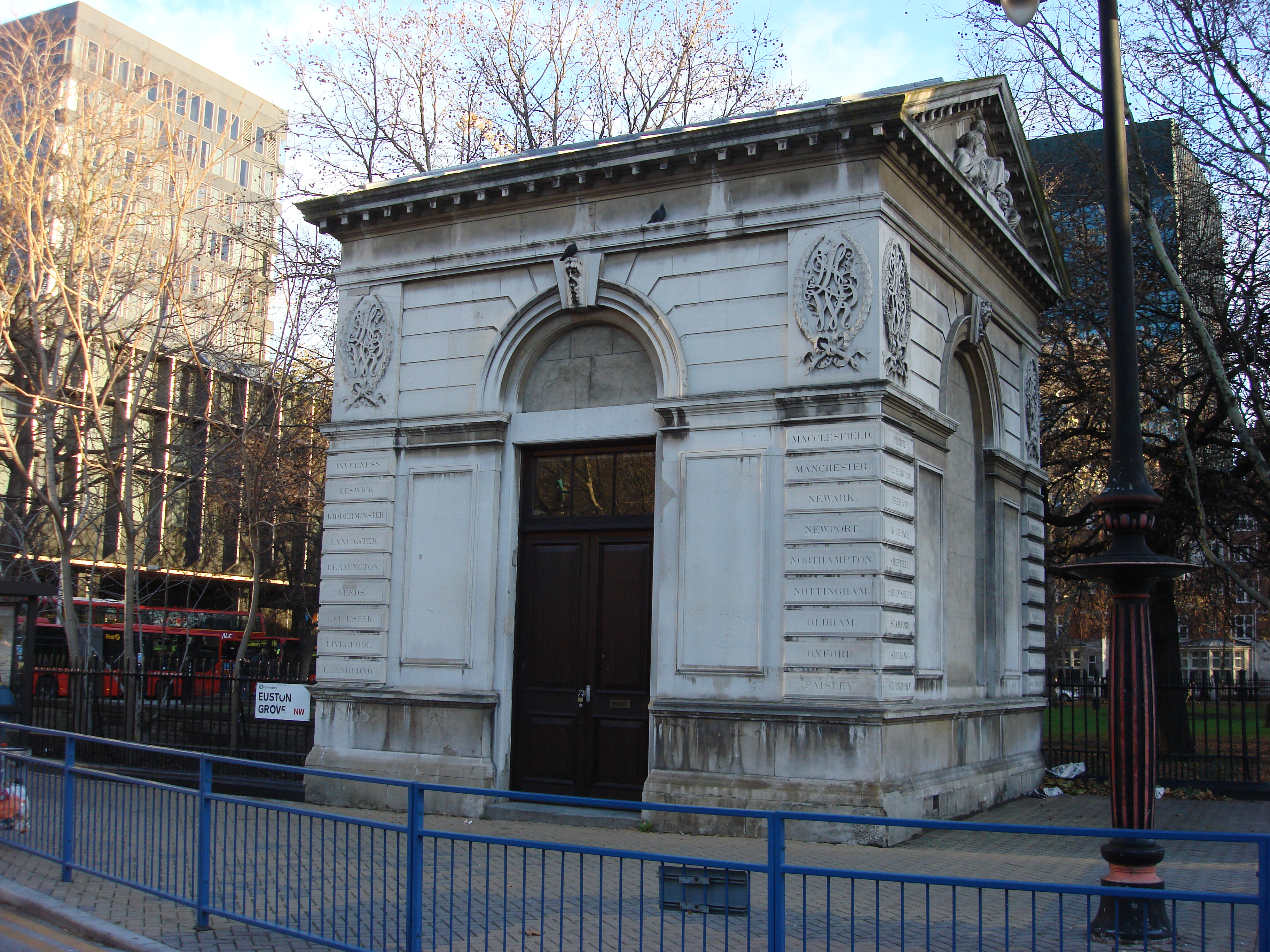
LNWR Portland stone entrance lodge
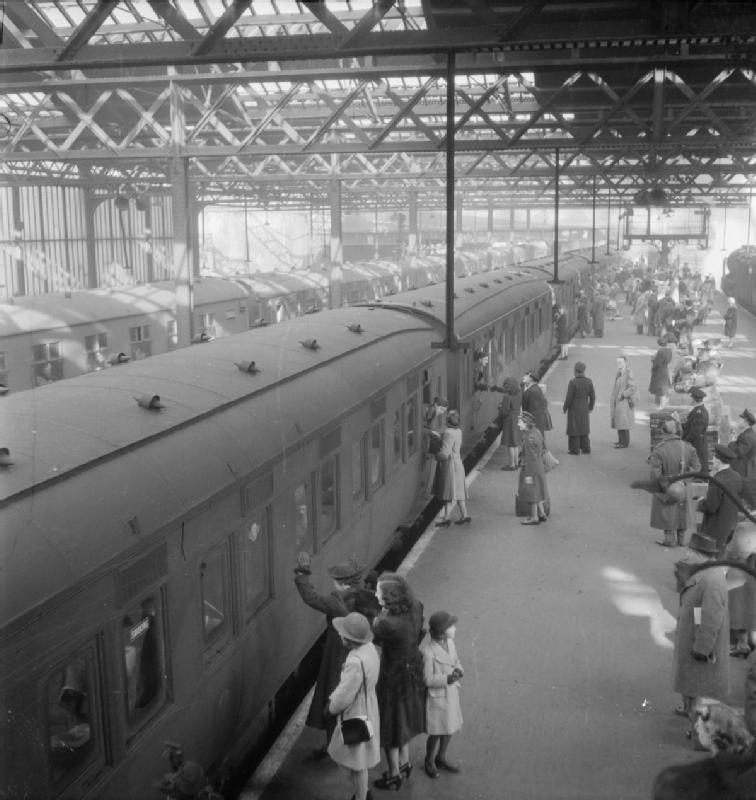
Trains at Euston in 1944.

## ساختمان جدید

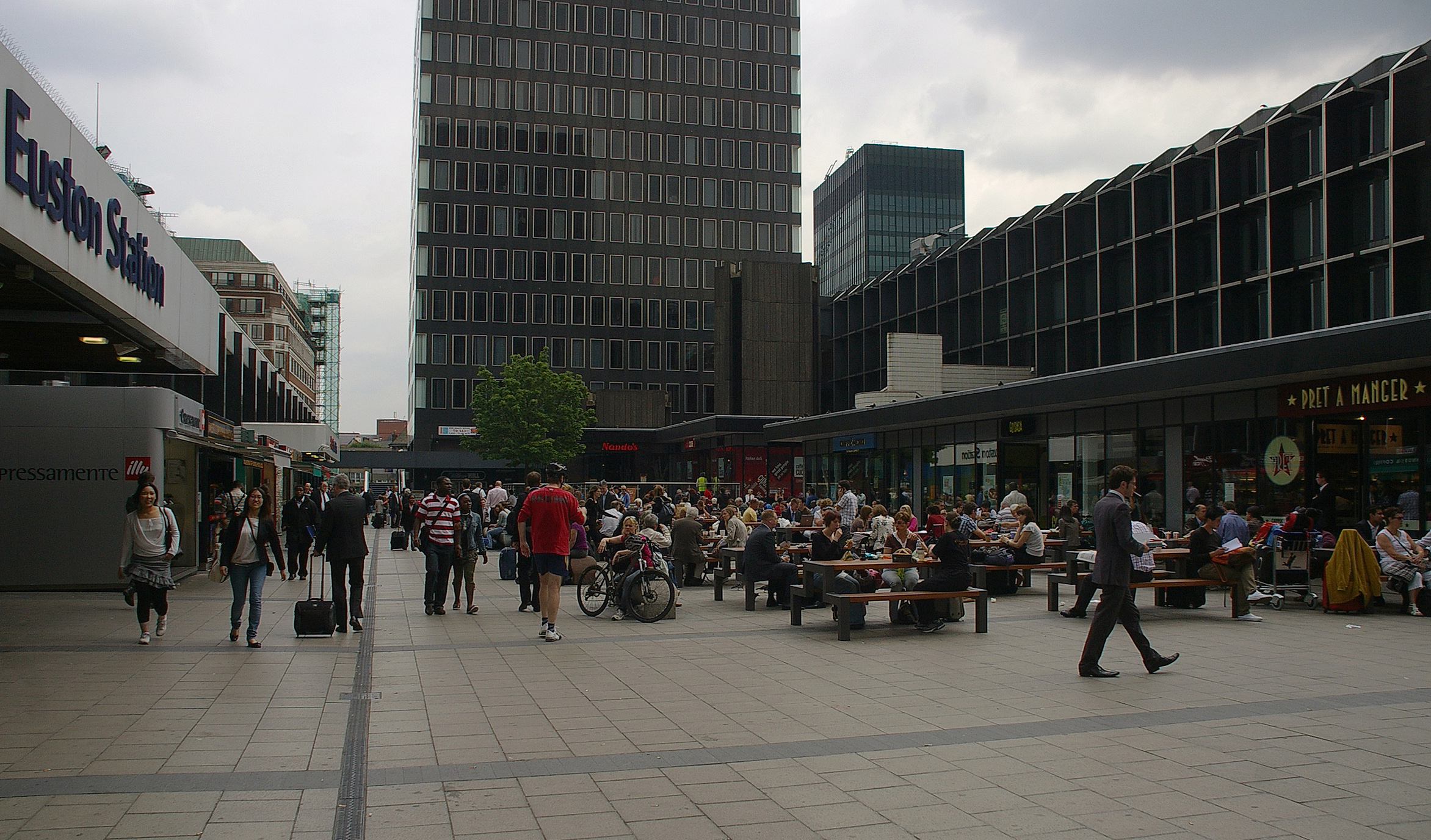
Euston station and associated offices
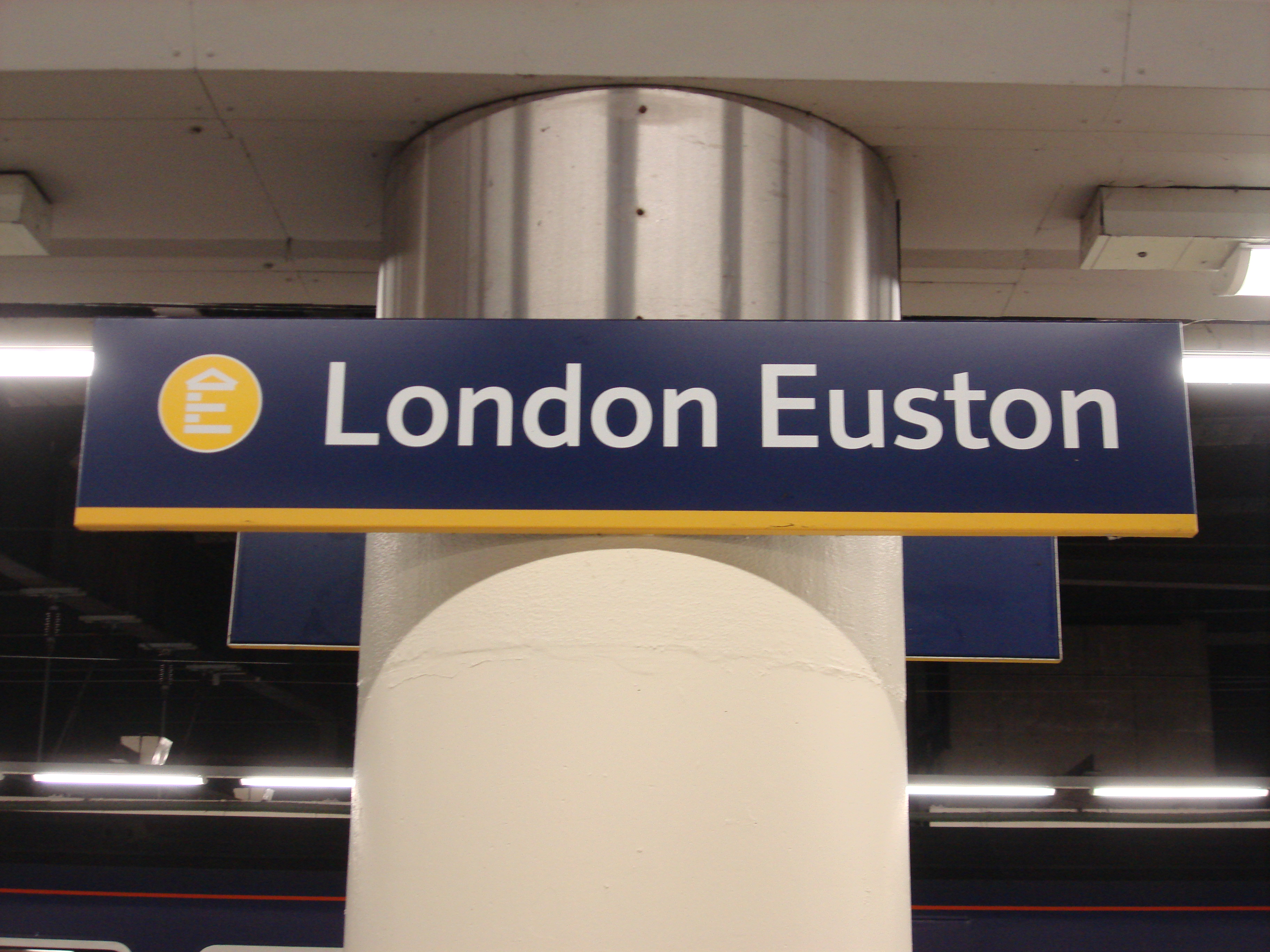
Station signage
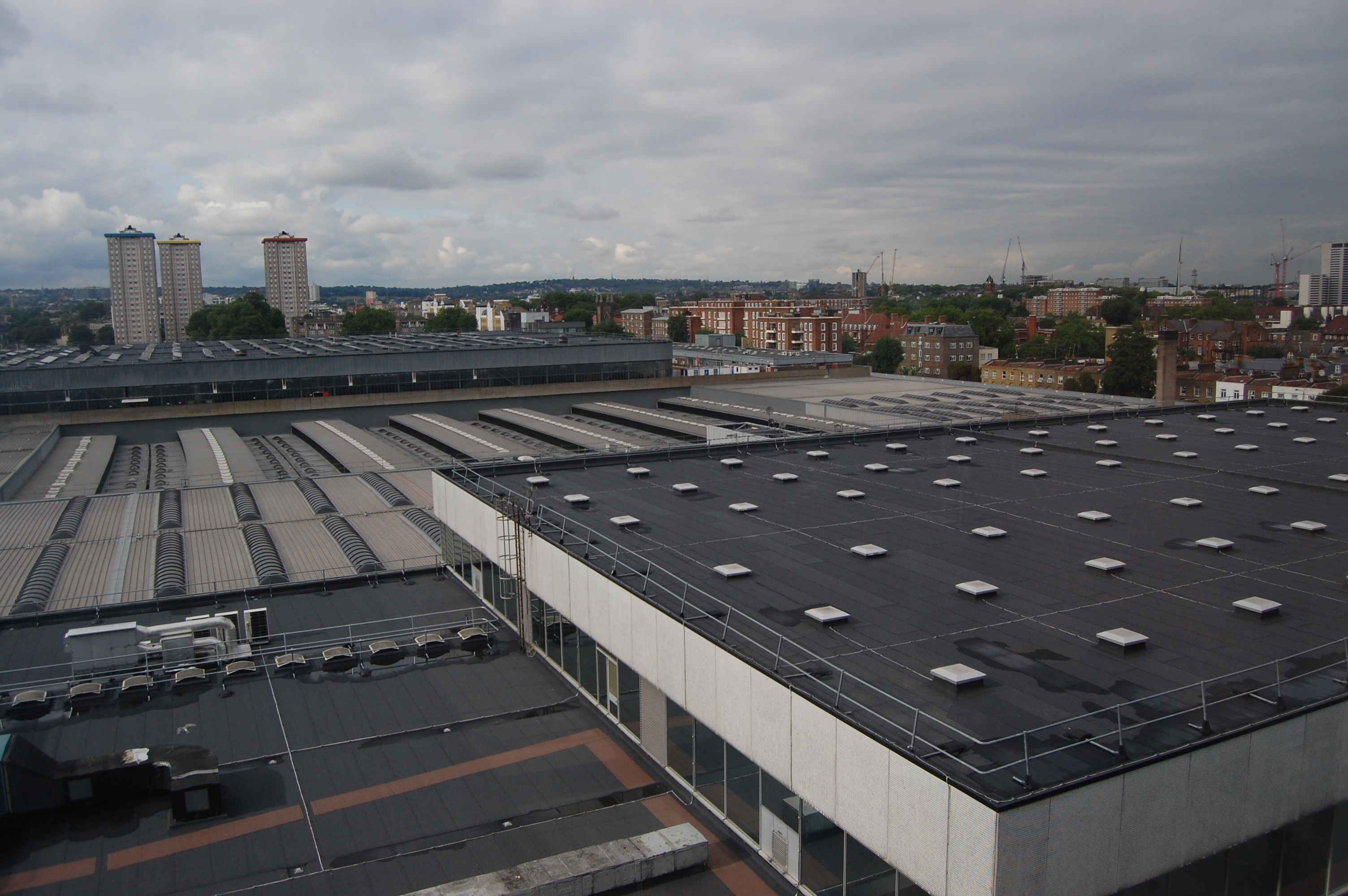
The trainshed from above
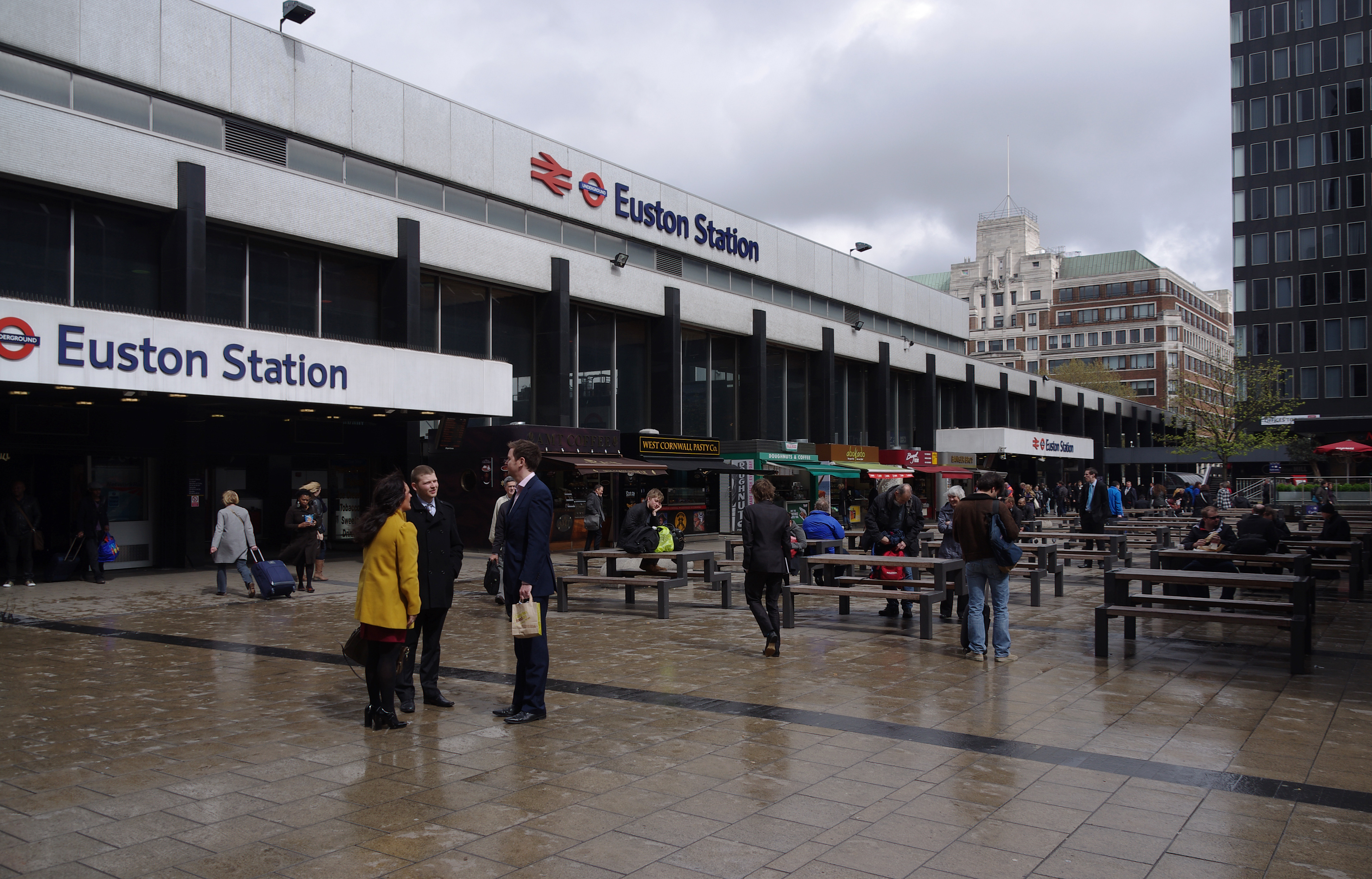
ورودی ایستگاه، ۲۰۱۲
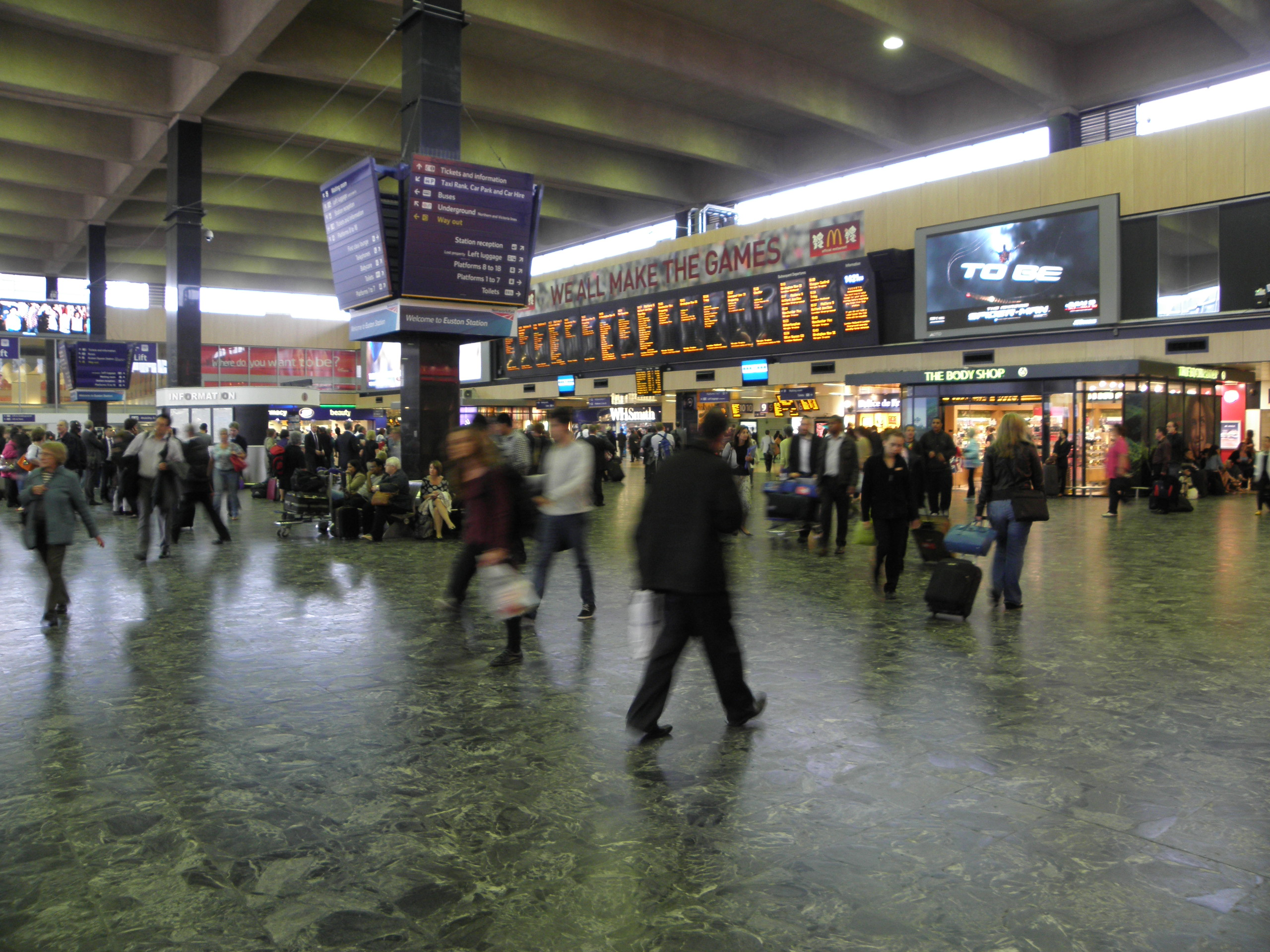
سالن اصلی ایستگاه، ۲۰۱۲
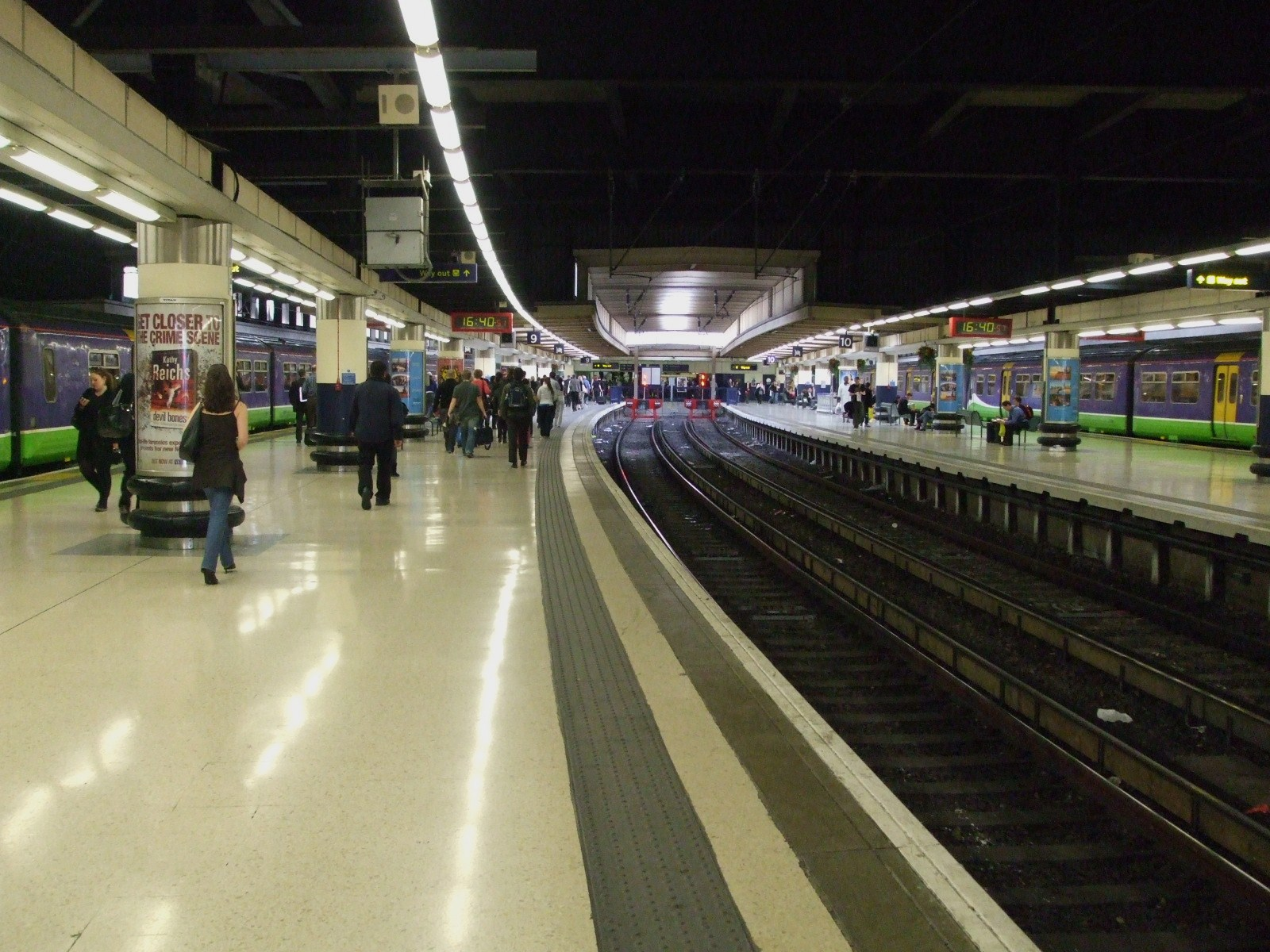
سکو ۹ و ۱۰
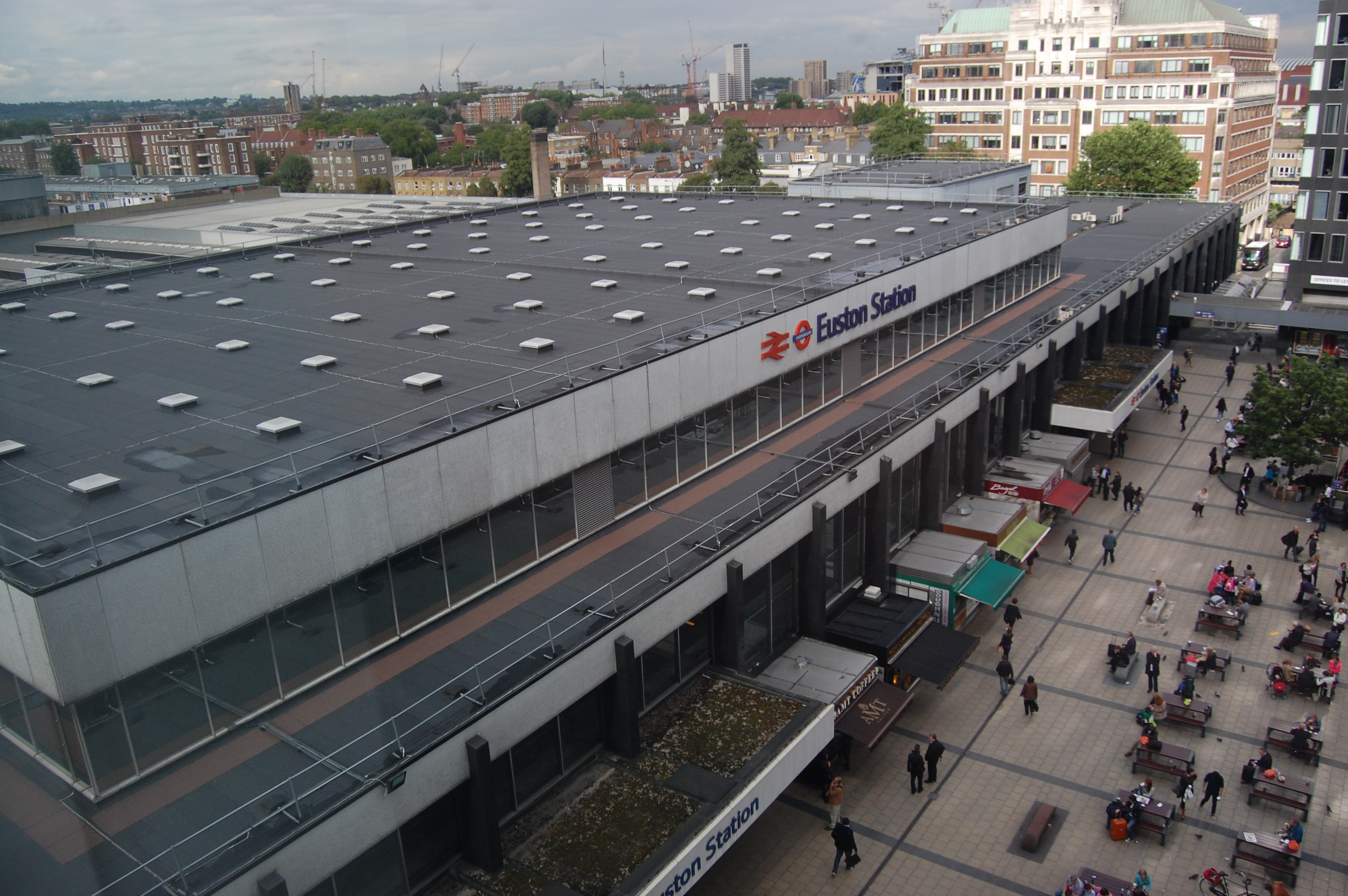
ایستگاه از نمای بالا

## گودبرداری کارگران وکشف بزرگ
قبل از ساخت ایستگاه راه‌آهن٬این مکان قبرستان سَنْت جِیمز پارک نام داشت ومحل دفن متئو فلیندرز، کاپیتانی که قاره بودن استرالیا را کشف کرده بود.
کارگران تأسیس ایستگاه قطار یوستون درزمان گودبرداری، یک لوح مکتوب بر روی یک سنگ قبر وبقایای چندصدنفر را درلندن کشف کردند.
سنگ بنای فلیندر، همراه با بسیاری دیگردردهه۱۸۴۰برداشته وحذف شد. مورخان فکر می‌کردند که بقای خود او نیزممکن است برای همیشه از بین رفته باشد.